# Йожеф Дончец
Йожеф Дончец (угор. József Doncsecz; нар. 16 січня 1950, Сентготгард, медьє Ваш) — угорський борець греко-римського стилю, бронзовий призер чемпіонату світу, учасник двох Олімпійських ігор.

## Життєпис
Виступав за спортивний клуб «Вашаш» Будапешт.

## Спортивні результати на міжнародних змаганнях

### Виступи на Олімпіадах
| Змагання                    | Збірна   | Вагова категорія                 | Місце |
| --------------------------- | -------- | -------------------------------- | ----- |
| Літні Олімпійські ігри 1972 | Угорщина | греко-римська боротьба, до 52 кг | 4     |
| Літні Олімпійські ігри 1976 | Угорщина | греко-римська боротьба, до 57 кг | 7     |

### Виступи на Чемпіонатах світу
| Змагання                        | Збірна   | Вагова категорія                 | Місце  |
| ------------------------------- | -------- | -------------------------------- | ------ |
| Чемпіонат світу з боротьби 1971 | Угорщина | греко-римська боротьба, до 52 кг | Бронза |
| Чемпіонат світу з боротьби 1973 | Угорщина | греко-римська боротьба, до 52 кг | 5      |

### Виступи на Чемпіонатах Європи
| Змагання                         | Збірна   | Вагова категорія                 | Місце |
| -------------------------------- | -------- | -------------------------------- | ----- |
| Чемпіонат Європи з боротьби 1974 | Угорщина | греко-римська боротьба, до 52 кг | 4     |
| Чемпіонат Європи з боротьби 1977 | Угорщина | греко-римська боротьба, до 57 кг | 5     |
| Чемпіонат Європи з боротьби 1978 | Угорщина | греко-римська боротьба, до 57 кг | 6     |